# Vitreorana
Vitreorana é um gênero de anfíbios da família Centrolenidae.

## Espécies
As seguintes espécies são reconhecidas:
- Vitreorana antisthenesi (Goin, 1963)
- Vitreorana assuh Zucchetti, Rojas-Padilla, Dias, Solé, Orrico & Castroviejo-Fisher, 2023
- Vitreorana baliomma (Pontes, Caramaschi & Pombal, 2014)
- Vitreorana castroviejoi (Ayarzagüena & Señaris, 1997)
- Vitreorana eurygnatha (Lutz, 1925)
- Vitreorana gorzulae (Ayarzagüena, 1992)
- Vitreorana helenae (Ayarzagüena, 1992)
- Vitreorana parvula (Boulenger, 1895)
- Vitreorana ritae (Lutz, 1952)
- Vitreorana uranoscopa (Müller, 1924)